# Rhopalostylis sapida

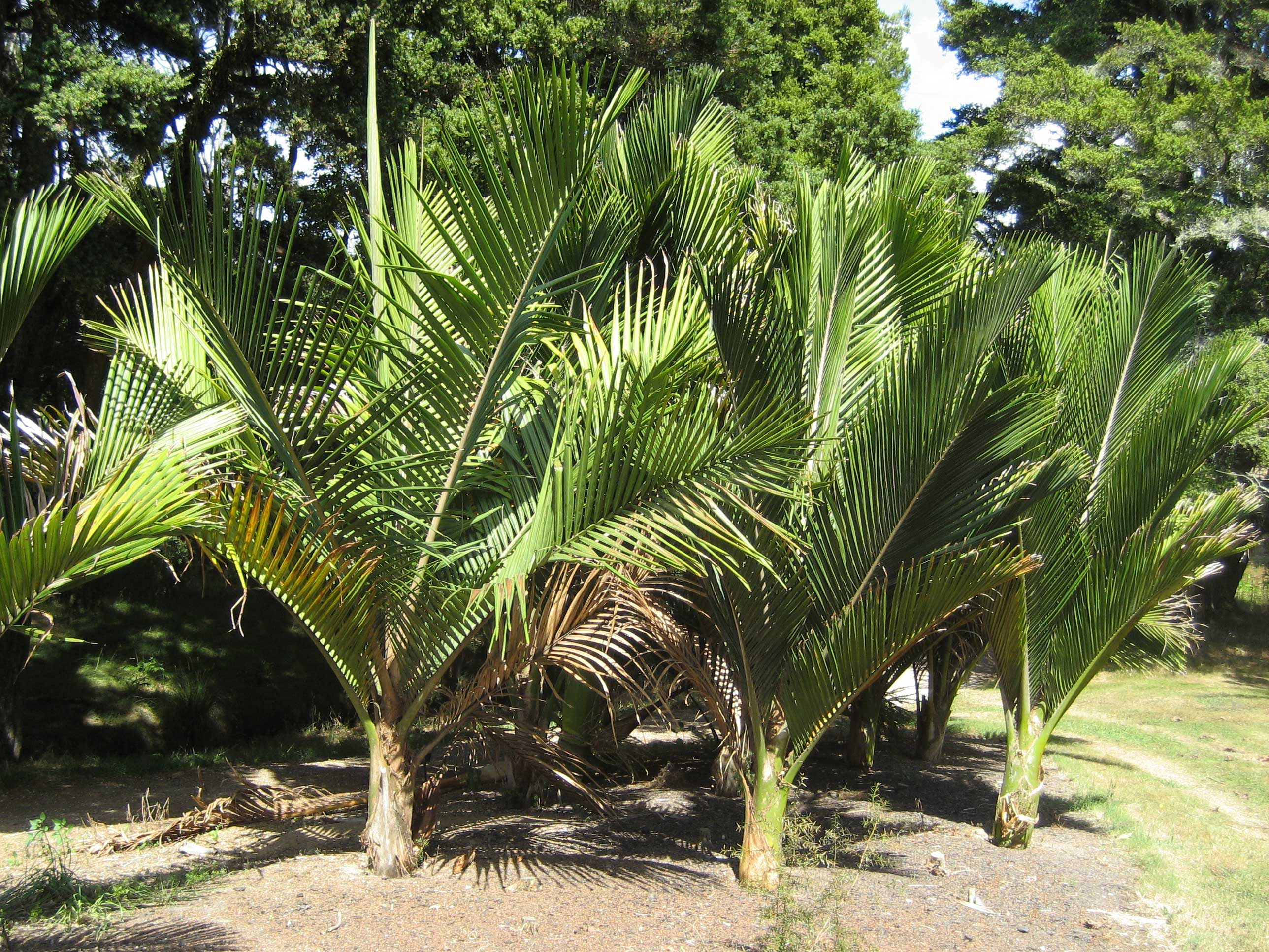
Mladí jedinci

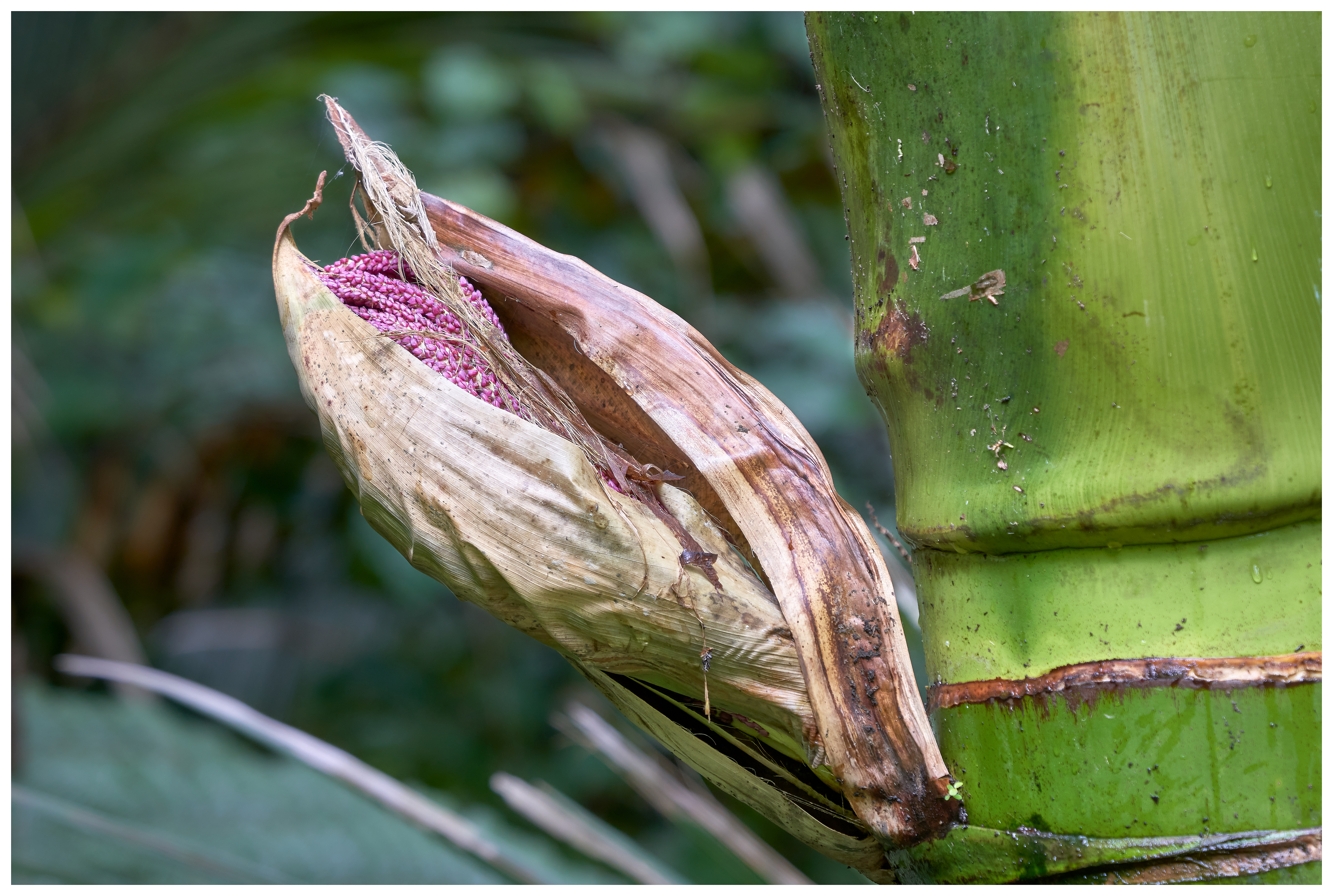
Otvírající se toulec

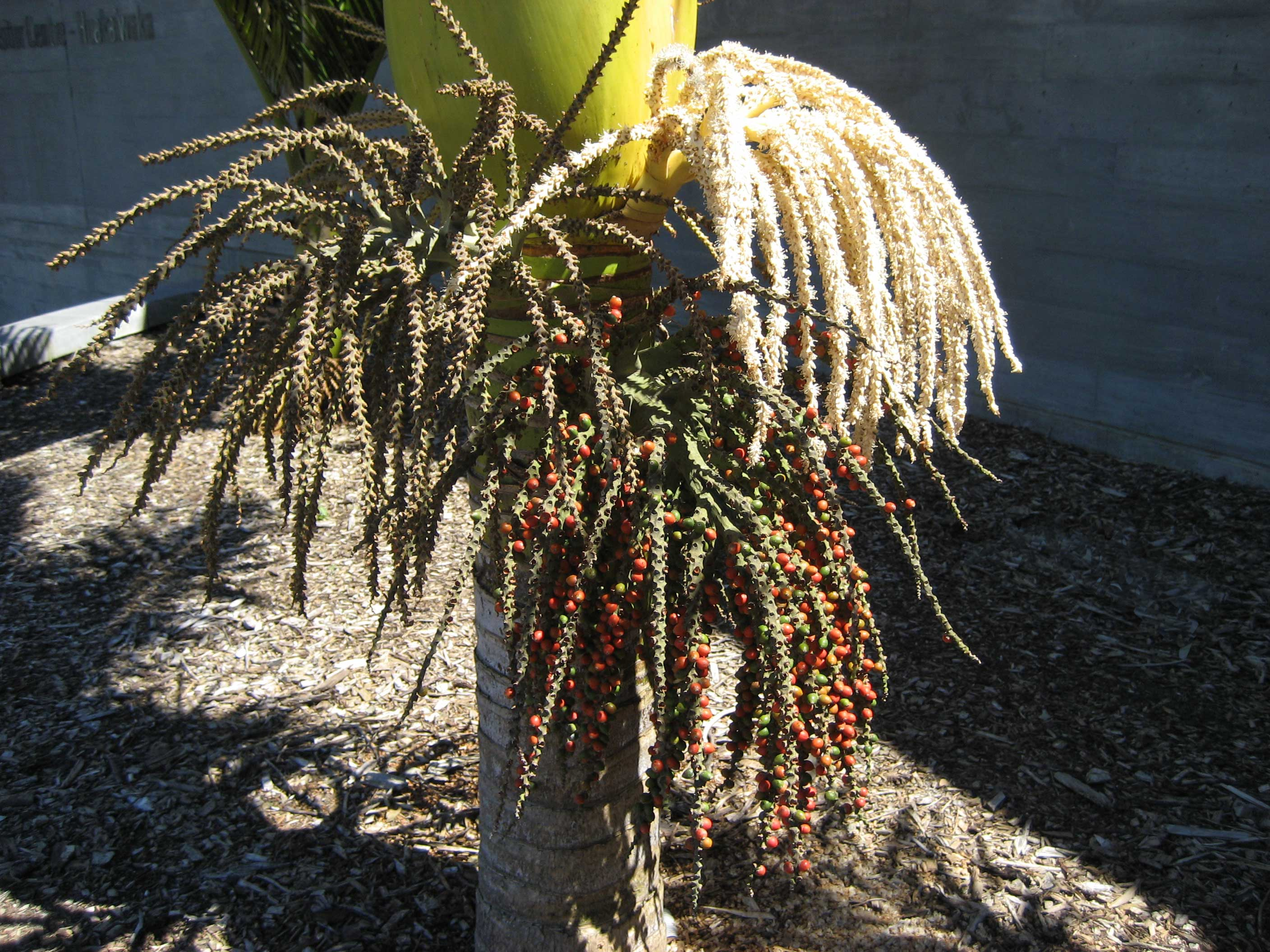
Současné květy i plody

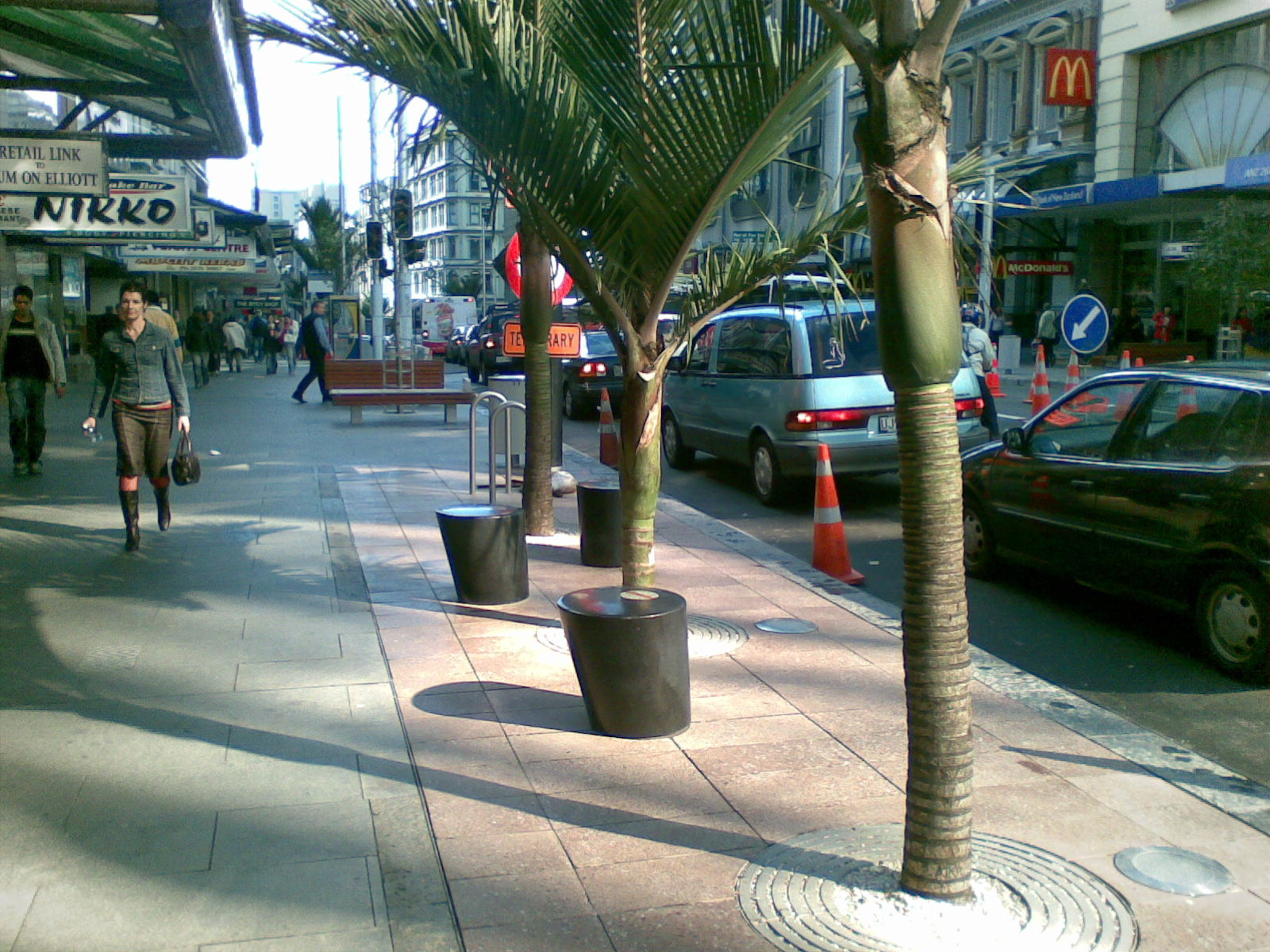
Městská výzdoba

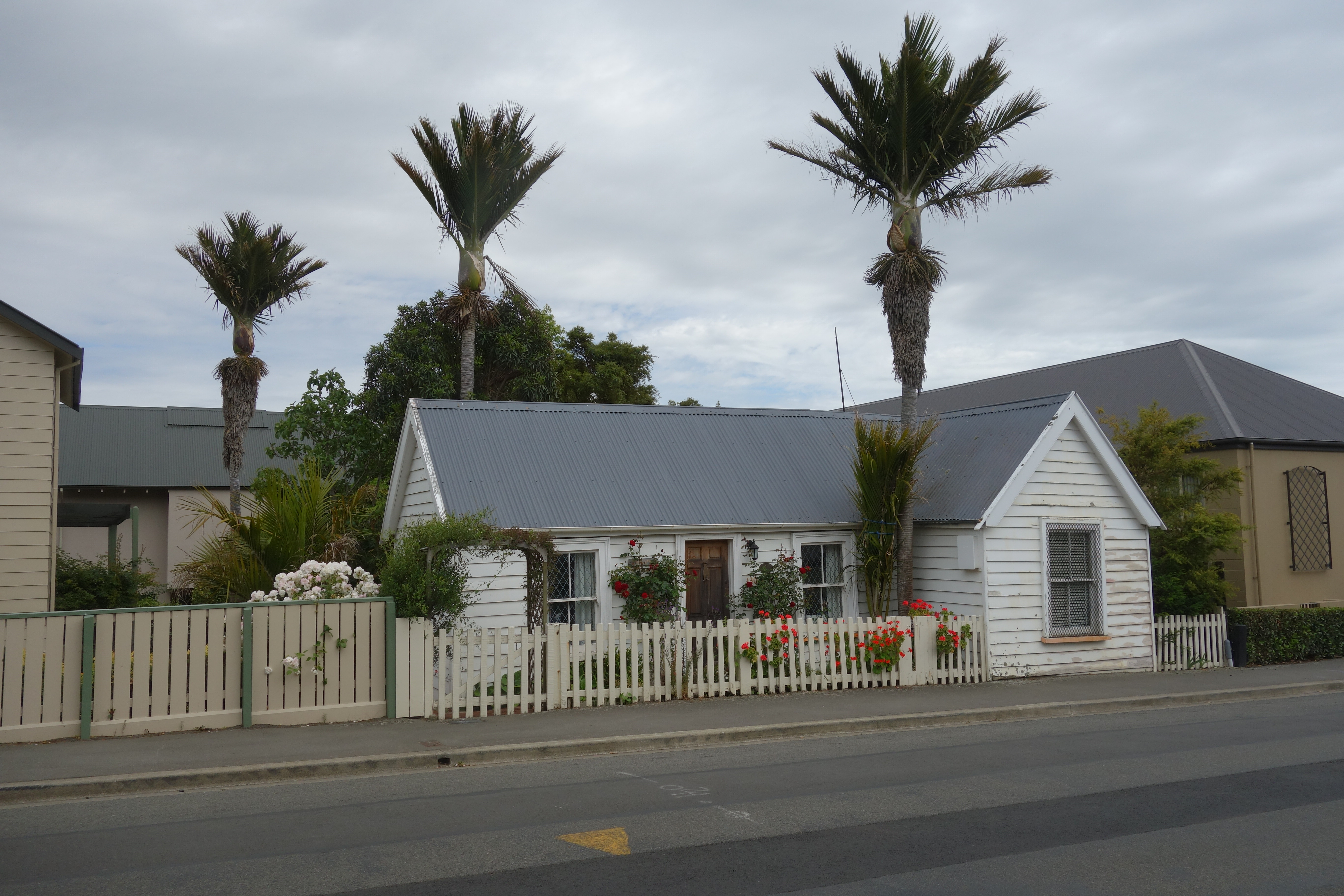
Městská výzdoba1

Rhopalostylis sapida je dřevina z čeledi arekovitých (alternativně Palmae), dekorativní palma bez adekvátního českého názvu. Dorůstá do výše až 15 m a vějířovité listy dosahují délky do 3 m. Je původním druhem a endemitem Nového Zélandu, kde se v přírodě vyskytuje téměř ke 44° jižní zeměpisné šířky a je tudíž nejjižněji přirozeně rostoucí palmou. Původními obyvateli, novozélandskými Maory, je nazývána „Nikau“.

## Rozšíření
Na Novém Zélandu je rozšířena po celém Severním ostrově a na Jižním ostrově od severu po pomyslnou hranicí, kterou představuje Banksův poloostrov na východě a Okarito na západě. Vyskytuje se rovněž na východně situovaných Chathamských ostrovech, které jsou administrativní součásti Nového Zélandu, konkrétně na dvou větších ostrovech Chatham a Pit. Na základě rozboru pylu je prokázáno, že rod Rhopalostylis roste na novozélandských ostrovech již od spodního miocénu (asi 20 milionů let).
Rhopalostylis je jediný rod palem vyskytující se na Novém Zélandu a má dva druhy. Tím dalším je velmi podobný druh Rhopalostylis baueri, jenž také roste na území pod novozélandskou správou, a to na 10000 km vzdáleném neobydleném ostrově Raoul v souostroví Kermadekovych ostrovů, současně je rozšířen i na ostrově Norfolk náležející k Austrálii.

## Ekologie
Jednodomá, velmi pomalu rostoucí dřevina, která vytvoří kmen asi až ve věku 15 let a teprve až v 30 letech poprvé kvete, často ještě mnohem později. Preferuje hluboké, průběžně vlhké a přitom dobře odvodněné půdy, potřebuje dostatek slunečního světla. Snáší přímořské podmínky, projevující se slaným větrem. Dokáže krátkodobě přežít několik stupňů mrazu, ale někdy ji vážněji poškodí delší pokles teplot i jen těsně k 0° C. Dobře roste v oblastech s mírným středomořským klimatem. Nekvete každoročně, květenství se vyvíjí postupně po dobu dvou nebo více let. Vykvétá od listopadu do dubna, může mít jedno až tři květenství, plody dozrávají od února do listopadu, plné dozrání od opylení trvá téměř celý rok.
Vyskytuje se jako součást přirozeného pobřežního a vnitrozemního nížinného lesa, obvykle v nevelké vzdálenosti od moře v prostředí mírném, teplém a s dostatkem vláhy. Pro hezký vzhled, nenáročnost při pěstování a pomalý růst bývá vysazována v parcích, zahradách i na dalších příhodných místech. Je poměrně teplomilná a nevyskytuje se v chladnějších vyšších polohách, kde již nezasahuje oceánský vliv. Větší exempláře špatně snášení narušení kořenů, nedoporučuje se je přesazovat. Počet chromozomů 2n = 32.

## Popis
Polykarpická dřevina dorůstající do výšky 10 až 15 m a mívající dřevnatějící kmen tlustý až 25 cm, který bývá pouze vzácně větvený. Původně hladký zelený, později našedlý kmen má po celé délce výrazné prstencovité, šedozelené jizvy po opadaných starých listech a na vrcholu má vypouklé rozšíření až 1 m dlouhé, které je tvořeno bázemi nových listů. Z kmene vyrůstají z pochev vzpřímeně až 3 m dlouhé listy, které jsou těsně vějířovitě uspořádané s úkrojky do 1 m dlouhými, velmi krátký řapík je příčně rýhovaný a abaxiálně zaoblený. Listy vyrůstají nad sebou ve spirále, jsou od sebe navzájem posunuté o 135°. Existují stromy jak se spirálou pravotočivou, tak i levotočivou, údajně s pravotočivou jsou produktivnější. Kmen mívá často u báze obnažené kořeny.
Na rostlině bývá současně průměrně 13 listů jež opadávají od spodu, od nejstaršího. Jednotlivé stromy vykazují značné rozdíly v počtu spadaných listů, některé během jednoho roku jich shodí pět a jiné pouze jeden za dva roky. Není přitom zjevné kompenzování vysokého opadu v jednom roce nízkým v dalších létech, v průměru se roční počet opadaných listů pohybuje okolo tří. Stromy rostoucí na suchých a větrných stanovištích mají tendenci mít tenčí kmen a pomalejší obměnu listů. Proto podle počtů prstencových jizev na kmeni nelze vypočíst věk dřeviny.

## Opylení
Květenství, nazývané kvůli své silné ose palice, je dlouhé 20 až 40 cm a mnohonásobně rozvětvené, před rozvitím je těsně sbaleno v hladkém toulci velkém 30 × 15 cm, který s otevřením prvních květů usychá a padá na zem. Květenství je větveno do třech řádů, má asi čtyřicet větví a z nich se některé dělí opět na čtyři či pět větévek. Jednopohlavné, pevně přisedlé květy mají světle fialové či růžové trvalé okvětí. Každá konečná větvička nese četné květy seskupené do triád, v nichž je vytrvalý samičí květ mezi dvěma opadavými květy samčím. Pouze na konci každé větvičky vyrůstají v délce 5 až 7 cm jen samčí květy, střední samičí mezi nimi chybí. Květy mají tři úzké, poněkud kýlovité kališní lístky a tři prohnuté, špičaté korunní lístky o málo delší, listeny květů jsou na bázi široké a ke špičce se zužují.
Po opadu toulce se do třech dnů otevřou všechny mírně asymetrické, šestityčinkové samčí květy, jež jsou obletované hlavně mouchami, lákanými exsudátem vylučovaným ze semeníku zpod dosud sterilním pestíkem. Za týden všechny samčí květy uvadnou a opadnou, teprve o další týden později se rozvinou souměrné samičí květy s již zralým, štíhlým, válcovitým pestíkem s jedním velkým vajíčkem, nezřetelnou čnělkou a třemi zakřivenými bliznami. Opět přilétají mouchy lákané obdobně jako prvně a přinášejí kulovitá či hruškovitá pylová zrna na již dospělé blizny. Opylené vajíčko v jednodílném semeníku po opylení rychle dosáhne jedné třetiny konečné velikosti plodu, který zcela dozraje za o něco méně než rok. Květenství s narůstajícími plody se stává převislým.

## Rozmnožování
Plod je eliptická až podlouhlá peckovice, asi 1 cm dlouhá a 0,7 cm široká, zprvu zelená a ve zralosti cihlově červená, která je na povrchu hladká a na vrcholu má suchý zbytek po blizně. Obsahuje elipsoidní nebo kulovité semeno s endospermem, které je obaleno do křehkého bělavého endokarpu, mezokarp (dužina) plodu má vrstvu sklereidů. Asi třetina samičích květů zůstává neplodná, v květenství jedné dřeviny přesto dozraje průměrně čtyři až pět tisíc nevelkých plodů. Květy bývají někdy poškozovány housenkami motýla zápředníčka Doxophyrtis hydrocosma. Časté také bývá poškození květů nepůvodním vačnatcem kusu liščím zavlečeným z Austrálie. Plody bývají oblíbenou potravou ptáků, hlavně holubů maorských (Hemiphaga novaeseelandiae), kteří je obvykle na stromech sezobou, takto se starají o přirozené rozptýlení semen ve svém trusu. Přezralé peckovice samovolně opadají a stávají se potravou drobných zemních hlodavců či vačnatců.
Palmu lze snadno uměle namnožit. Ovoce se po uzrání na nakolik dnů namočí do vody tak, aby ze semene šla lehce odstranit dužina. Poté se semena umístí ve vlhku v polostínu, kde se nechají naklíčit a následně se zasadí do hlubokých úzkých květináčů. Hrnkovaný semenáč může být za předpokladu, že kořenový kořen zůstane neporušený, snadno přesazen.

## Význam
V minulosti novozélandští domorodci čerstvé listy využívali k balení potravin při pečení v zemních jámách i jako střešní krytinu svých příbytků. Ze starších zhotovovali rohože k ležení a košíky k přenášení jídla. Mladá, nerozvitá květenství jedli syrová či vařená a k jídlu odřezávali i vrcholky kmenů, tzv. srdce, potom ovšem celá rostlina uhynula. V současnosti se Rhopalostylis sapida vysazuje jako okrasná dřevina, jinak je bez většího ekonomického významu.